# داسو فالكون 900
داسو فالكون 900 (بالإنجليزية: Dassault Falcon 900)‏ هي طائرة نفاثة أعمال فرنسية، لنقل رجال الأعمال تصنعها داسو للطيران. أنتجت في 1984 بفرنسا. تستخدم بشكل أساسي من قبل القوات الجوية الفرنسية. كان أول طيران لها في 21 سبتمبر 1984. ومازالت في الخدمة حتى الآن. صنع منها 260 طائرة. وهي مع زميلتها الطائرة داسو فالكون 7 إكس الطائرتان الوحيدتان ذات ثلاثة محركات نفاثة تنتج حاليا.

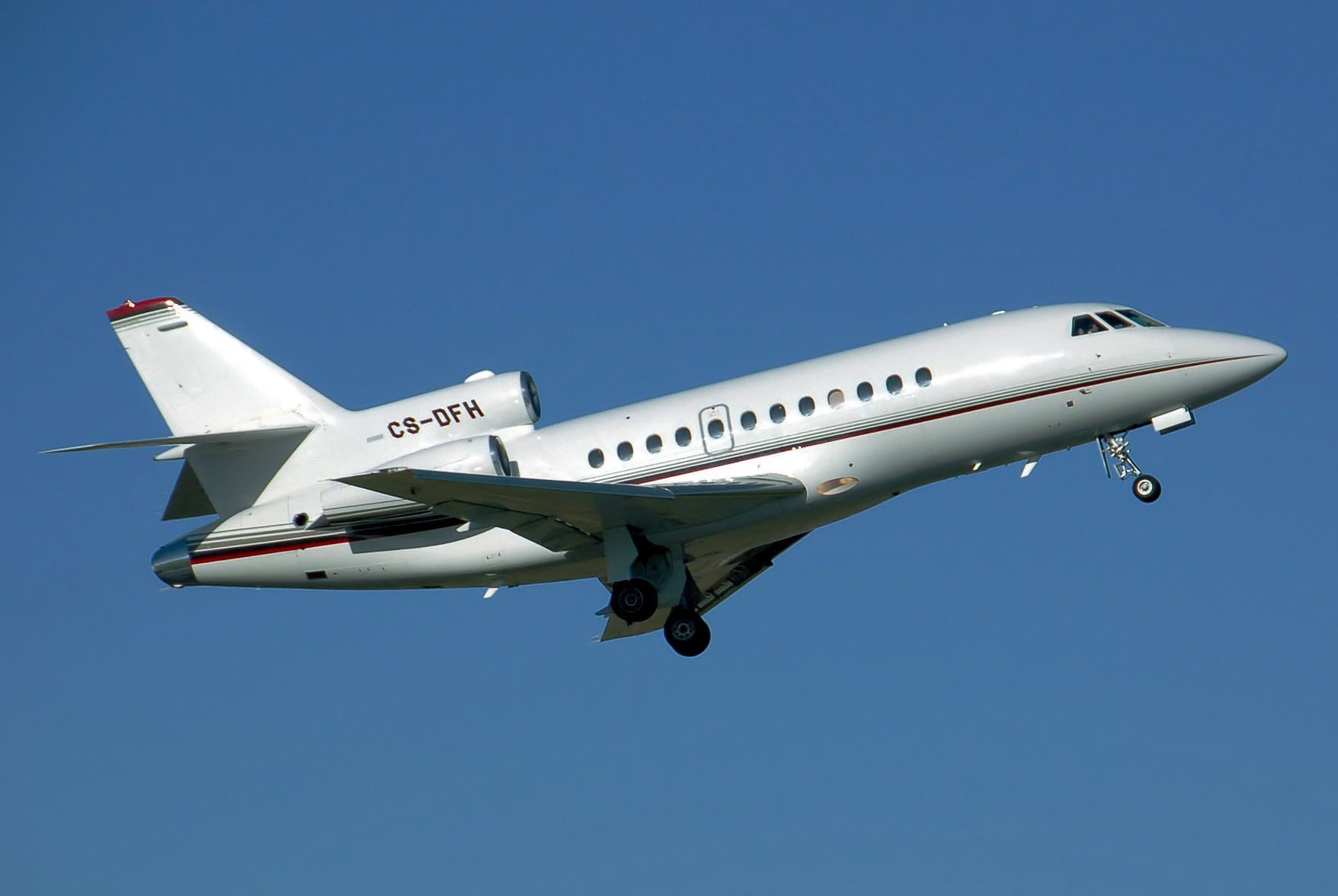

## تطويرها

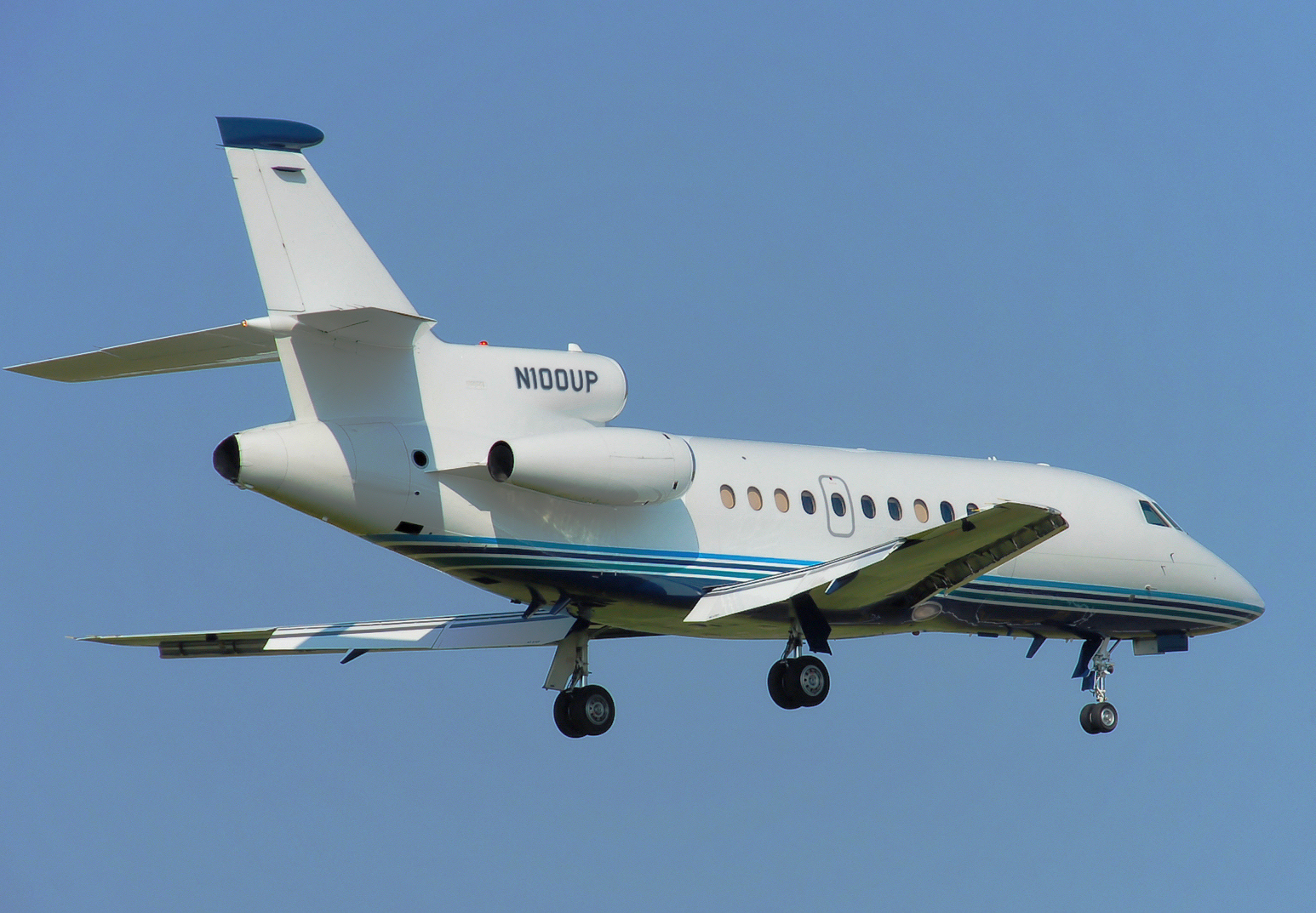
فالكون 900B تهبط في مطار برمنغهام.

تعتبر الطائرة فالكون 900 تطويرا للطائرة فالكون 50 التي كانت بدورها تطويرا للطائرة فالكون 20 . وقد اكتمل تصميم الطائرة داسو فالكون 900 بواسطة الحاسوب بطريقة CAD ، كما استدم في بنائها مواد مركبات.
وتوجد منها عدة طرازات منها طائرة Falcon 900B ذات محرك نفاث عالي الكفاءة وتستطيع الطيران إلى مدى أوسع عن زميلتها التي سبقتها. كما تصنع شركة داسو أفياسيو الطائرة Falcon 900EX تتميز بمحرك أقوي ومدي أوسع ويتكون سقف مقصورتها من الزجاج. أما النوع Falcon 900C فهي تتميز برخص ثمنها بمقارنتها بالطائرة Falcon 900EX وقد تم صنعها بعد الطائرة Falcon 900B وأصبحت خليفتها.
والطرازات الموجودة حاليا هي Falcon 900EX و Falcon 900DX. وقد أعلنت الشركة خلال معرض الطيران الدولي 2008 تطويرا آخر للمجموعة 900، منها الفالكون 900 إل إكس Falcon 900LX

وقد صممت الجنيحات الصغيرة لكل طائرات المجموعة 900 لدعم التصميم، وكان من المفروض الحصول على شهادة الصلاحية للطيران في عام 2009.
ويبلغ ثمن الطائرة من هذه الطرازات بين 18 مليون دولار إلى 40 مليون دولار أمريكي.

## المستخدمون
- القوات الجوية الفرنسية
- الخطوط السعودية

## طرازات أخرى
- داسو فالكون 7 إكس